# Várzea da Serra
Várzea da Serra ist eine Gemeinde (Freguesia) im portugiesischen Kreis Tarouca. In ihr leben 207 Einwohner (Stand 19. April 2021).